# Motmot de Trinidad
Momotus bahamensis
Espèce
Synonymes
- Prionites bahamensis Swainson, 1838
(protonyme)

Statut de conservation UICN

 LC  : Préoccupation mineure
Le Motmot de Trinidad (Momotus bahamensis) est une espèce d'oiseaux de la famille des Momotidae.

## Répartition
Cet oiseau vit au Trinité-et-Tobago, et ne se trouve pas aux Bahamas contrairement à ce que son nom scientifique pourrait laisser croire.